# Осред II
Осред II (давн-англ. Osred II; близько 770 — 12 вересня 792) — король Нортумбрії у 788—790 роках.

## Життєпис
Був сином Елхреда, короля Нортумбрії, та Осгіфу (представниці династії Еоппінгів). Про народженні й молоді роки нічого невідомо. 788 року після смерті короля Ельфвалда І за заповітом останнього Осред, як двоюрідний брат короля, зайняв трон Нортумбрії.
У 789 році дани атакували узбережжя Нортумбрії, це перший відомий випадок нападу на англосаксонське узбережжя вояками-вікінгами. Весь інший час правління пройшов у боротьбі проти династії Молла. Однак в 790 році прихильники Етельреда I з роду Молла організували заколот і повалили Осреда II.
Колишнього короля заслали до монастиря в столиці королівства Еофервік, де постригли в ченці. Осред втік з монастиря на острів Мен, де два роки прожив у вигнанні. У 792 році противники Етельреда I умовили Осреда повернутися до Нортумбрії і повернути трон, але незабаром після повернення нечисленне військо претендента розбіглося. За наказом Етельреда I Осреда було заарештовано в Айнбурзі і страчено.